# Ясна Поляна (Новотроїцька селищна громада)
Ясна Поля́на — село в Україні, в Генічеському районі Херсонської області. Входить до складу Новотроїцької селищної громади. Населення становить 230 осіб. 24 лютого 2022 року село тимчасово окуповане російськими військами під час російсько-української війни.